# Мумџија
Мумџија је био мајстор-занатлија који се бавио мумџијским занатом, што је обухватало производњу свећа од животињског лоја (лојаница) и кување сапуна. У време пре појаве модерних видова осветљења, мумџије су биле изузетно значајне занатлије у градовима и варошима широм Србије, јер су обезбеђивале основни извор светлости за становништво. Ово занимање је данас у Србији изумрло.

## Порекло назива
Назив "мумџија" је турцизам који потиче од турске речи mumcu, а корен јој је у персијској речи mum, што значи восак, односно свећа. Дакле, мумџија је дословно "свећар".

## Опис занимања
Посао мумџије био је двојак и обухватао је прераду животињског лоја у два кључна производа за свакодневни живот:
1. Свеће лојанице: Мумџија је топљењем и пречишћавањем овчјег, козјег или говеђег лоја производио свеће. Ове свеће су биле јефтиније и доступније од воштаних, али су имале и мане: брже су сагоревале и испуштале су непријатан мирис.
2. Сапун: Од исте сировине, лоја, мумџије су кувале и сапун, често уз додатак лужине добијене од биљног пепела. Због ове делатности, мумџијски занат је био тесно повезан и са сапунџијским занатом.

Технологија рада била је релативно једноставна и није захтевала скупу опрему, што је омогућавало распрострањеност занимања.

## Улога и статус у друштву
Мумџије су биле веома важне занатлије у османском и периоду Кнежевине Србије. У градовима су били организовани у еснафе, строге цеховске организације које су штитиле интересе заната, одређивале квалитет и цену производа и регулисале обуку. Постојање мумџијских еснафа забележено је у Београду, Крагујевцу, Призрену и другим градовима.
За разлику од градских, сеоске мумџије нису биле у удружењима и овај посао се често обављао у оквиру домаћинства за сопствене потребе.

## Обука и преношење знања
Занимање мумџије се најчешће преносило унутар породице, са оца на сина. Процес обуке је био дуготрајан. Младић би прво био шегрт, затим калфа, да би након година рада и савладавања вештина, положио мајсторски испит и добио право да отвори сопствену радњу.

## Залазак и нестанак занимања
Професија мумџије почиње да губи на значају у другој половини XIX века. Појава јефтинијих и квалитетнијих парафинских свећа и петролејских лампи, а затим и увођење електричне енергије и сијалице, учинили су свеће лојанице потпуно застарелим као примарни извор светлости. Мумџије су се или преоријентисале на друге послове, или су своју делатност потпуно претопили у воскарски занат, који је због верске употребе воштаних свећа успео да опстане.

## Наслеђе
Иако је мумџија као занимање потпуно нестао, његов траг је трајно очуван у српској култури кроз презимена као што су Мумџић и Мумџија. Материјални остаци овог заната, попут алата, калупа и еснафских докумената, чувају се у збиркама Етнографског музеја у Београду и другим музејима у Србији.